# Basofiel

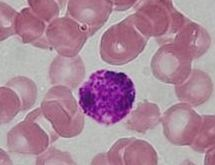
Een basofiele granulocyt kleurt donkerblauw met H&E kleuring.

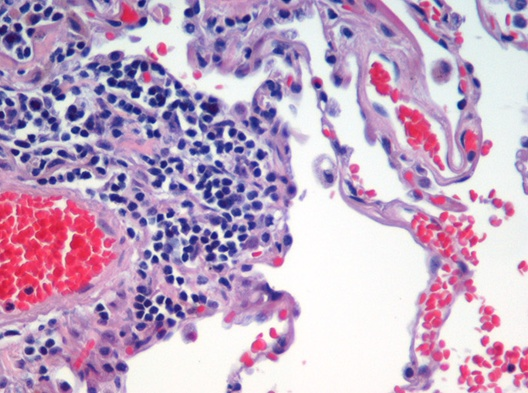
Histologisch preparaat van menselijke longweefsel gekleurd met hematoxyline en eosine.

Basofiel is een technische term, die gebruikt wordt door histologen. Het beschrijft het microscopisch beeld van cellen en weefsels, die gekleurd zijn met een basische kleurstof. De gewoonlijk gekleurde structuren bevatten nucleïnezuur, dat voorkomt in de celkern en ribosomen.
De meest gebruikte kleurstof is hematoxyline.
Basofielen zijn cellen die gemakkelijk kleuren door een basische kleurstof en gewoonlijk diepblauw kleuren bij standaard kleuringstechnieken zoals Hematoxyline en eosine (H&E).
In het bijzonder heeft deze term betrekking op: 
- basofiele granulocyten
- hypofysevoorkwabbasofielen